# بومور
بومور (به انگلیسی: Bowmore) یک روستا در بریتانیا است که در آرگایل و بوت واقع شده‌است. بومور ۸۶۲ نفر جمعیت دارد.